# Elena Baltacha
Elena Sergejewna Baltacha (ukrainisch Олена Сергіївна Балтача, transkr. Olena Serhijiwna Baltatscha, * 14. August 1983 in Kiew, Ukrainische SSR, als Оле́на Балта́ча; † 4. Mai 2014 in Ipswich) war eine britische Tennisspielerin.

## Persönliches
Baltacha entstammte einer sportlichen Familie. Ihr Vater Serhij Baltatscha war Fußballnationalspieler der UdSSR, ihre Mutter Olga Baltatscha Siebenkämpferin und ihr Bruder Sergei Baltacha Fußballspieler in der schottischen Premier League. Elena Baltacha war 132 Wochen lang, von Dezember 2009 bis Juni 2012, die Nummer 1 der britischen Einzel-Rangliste. In der WTA-Weltrangliste kletterte sie bis auf Platz 49 (September 2010).
Sie nahm 2012 im Einzel und im Doppel am olympischen Tennisturnier teil. Sie spielte elf Jahre lang für das britische Fed-Cup-Team. Auf dem ITF Women’s Circuit gewann sie elf Einzel- und vier Doppeltitel. Sie beendete zum Saisonende 2013 ihre Karriere und heiratete am 8. Dezember 2013 ihren Trainer Nino Severino.
Im Alter von 19 Jahren war bei Baltacha eine primär sklerosierende Cholangitis (PSC), eine chronische Entzündung der Gallenwege innerhalb und/oder außerhalb der Leber, festgestellt worden. Mitte Januar 2014 wurde ein Leberkarzinom diagnostiziert, an dessen Folgen sie im Mai 2014 im Alter von 30 Jahren in Ipswich starb.
Der Siegerpokal des WTA-Turniers in Nottingham, die Elena Baltacha Trophy, wurde zu ihren Ehren nach ihr benannt.

## Turniersiege

### Einzel
| Nr. | Datum              | Turnier    | Kategorie       | Belag             | Finalgegnerin    | Ergebnis       |
| --- | ------------------ | ---------- | --------------- | ----------------- | ---------------- | -------------- |
| 1.  | 14. Juli 2002      | Felixstowe | ITF $ 25.000    | Rasen             | Kelly Liggan     | 4:6, 6:2, 6:3  |
| 2.  | 28. Juli 2002      | Pamplona   | ITF $ 25.000    | Hartplatz (Halle) | Virginie Pichet  | 6:2, 6:1       |
| 3.  | 16. Oktober 2005   | Jersey     | ITF $ 25.000    | Hartplatz (Halle) | Daniella Kix     | 6:4, 6:4       |
| 4.  | 30. März 2008      | Jersey     | ITF $ 25.000    | Hartplatz (Halle) | Ana Vrljić       | 6:1, 6:3       |
| 5.  | 6. April 2008      | Torhout    | ITF $ 75.000    | Hartplatz (Halle) | Iveta Benešová   | 6:75, 6:1, 6:4 |
| 6.  | 26. April 2009     | Changwon   | ITF $ 25.000    | Hartplatz         | Junri Namigata   | 6:3, 6:1       |
| 7.  | 26. September 2009 | Shrewsbury | ITF $ 75.000    | Hartplatz (Halle) | Katie O’Brien    | 6:3, 4:6, 6:3  |
| 8.  | 14. Februar 2010   | Midland    | ITF $ 100.000   | Hartplatz (Halle) | Lucie Hradecká   | 5:7, 6:2, 6:3  |
| 9.  | 6. Juni 2010       | Nottingham | ITF $ 50.000    | Rasen             | Carly Gullickson | 6:2, 6:2       |
| 10. | 12. Juni 2011      | Nottingham | ITF $ 100.000+H | Rasen             | Petra Cetkovská  | 7:5, 6:3       |
| 11. | 16. Juni 2013      | Nottingham | ITF $ 50.000    | Rasen             | Tadeja Majerič   | 7:5, 7:67      |

### Doppel
| Nr. | Datum              | Turnier    | Kategorie    | Belag             | Partnerin            | Finalgegnerinnen                 | Ergebnis        |
| --- | ------------------ | ---------- | ------------ | ----------------- | -------------------- | -------------------------------- | --------------- |
| 1.  | 21. Juli 2002      | Valladolid | ITF $ 25.000 | Hartplatz         | Natacha Randriantefy | Leanne Baker Manisha Malhotra    | 6:76, 7:61, 6:3 |
| 2.  | 28. Juli 2002      | Pamplona   | ITF $ 25.000 | Hartplatz (Halle) | Kelly Liggan         | Yvonne Doyle Susanne Trik        | 6:76, 7:61, 6:3 |
| 3.  | 17. Oktober 2004   | Sunderland | ITF $ 25.000 | Hartplatz (Halle) | Jane O’Donoghue      | Eva Fislová Stanislava Hrozenská | 6:1, 4:6, 6:2   |
| 4.  | 25. September 2005 | Glasgow    | ITF $ 25.000 | Hartplatz         | Margit Rüütel        | Anne Keothavong Karen Paterson   | 6:3, 6:72, 6:2  |

## Karrierestatistik und Turnierbilanz

### Einzel
| Turnier                   | 2000             | 2001              | 2002              | 2003              | 2004             | 2005              | 2006              | 2007              | 2008             | 2009              | 2010              | 2011              | 2012              | 2013              | T / T      | S/N        | Sieg%      |
| ------------------------- | ---------------- | ----------------- | ----------------- | ----------------- | ---------------- | ----------------- | ----------------- | ----------------- | ---------------- | ----------------- | ----------------- | ----------------- | ----------------- | ----------------- | ---------- | ---------- | ---------- |
| Australian Open           | –                | –                 | –                 | 1                 | –                | 3                 | Q2                | –                 | Q2               | 2                 | 3                 | 2                 | 1                 | –                 | 0 / 6      | 6:6        | 50 %       |
| French Open               | –                | –                 | –                 | Q1                | –                | Q1                | Q1                | –                 | Q1               | Q3                | 1                 | 2                 | 1                 | 1                 | 0 / 4      | 1:4        | 20 %       |
| Wimbledon                 | Q1               | 1                 | 3                 | 1                 | 2                | 1                 | –                 | 1                 | 2                | 2                 | 1                 | 2                 | 2                 | 1                 | 0 / 12     | 7:12       | 37 %       |
| US Open                   | –                | Q1                | Q1                | –                 | Q2               | Q1                | –                 | Q1                | Q3               | Q3                | 2                 | 2                 | –                 | Q3                | 0 / 2      | 2:2        | 50 %       |
| Doha                      | n. a. bzw. a. K. | n. a. bzw. a. K.  | n. a. bzw. a. K.  | n. a. bzw. a. K.  | n. a. bzw. a. K. | n. a. bzw. a. K.  | n. a. bzw. a. K.  | n. a. bzw. a. K.  | Q2               | n. a. bzw. a. K.  | n. a. bzw. a. K.  | n. a. bzw. a. K.  | –                 | –                 | 0 / 0      | 0:0        | –          |
| Dubai                     | n. a. bzw. a. K. | n. a. bzw. a. K.  | n. a. bzw. a. K.  | n. a. bzw. a. K.  | n. a. bzw. a. K. | n. a. bzw. a. K.  | n. a. bzw. a. K.  | n. a. bzw. a. K.  | n. a. bzw. a. K. | –                 | –                 | 1                 | a. K.             | a. K.             | 0 / 1      | 0:1        | 0 %        |
| Indian Wells              | –                | –                 | –                 | –                 | –                | –                 | –                 | –                 | –                | –                 | 3                 | 2                 | 2                 | –                 | 0 / 3      | 4:3        | 57 %       |
| Miami                     | –                | –                 | –                 | –                 | –                | Q2                | –                 | –                 | –                | Q1                | 2                 | 2                 | 1                 | –                 | 0 / 3      | 2:3        | 40 %       |
| Berlin                    | –                | –                 | –                 | –                 | –                | Q1                | –                 | –                 | –                | nicht ausgetragen | nicht ausgetragen | nicht ausgetragen | nicht ausgetragen | nicht ausgetragen | 0 / 0      | 0:0        | –          |
| Rom                       | –                | –                 | –                 | –                 | –                | Q1                | –                 | –                 | –                | –                 | Q1                | –                 | –                 | –                 | 0 / 0      | 0:0        | –          |
| Kanada                    | –                | –                 | –                 | –                 | –                | –                 | –                 | –                 | –                | 1                 | Q1                | Q2                | –                 | –                 | 0 / 1      | 0:1        | 0 %        |
| Cincinnati                | n. a. bzw. a. K. | n. a. bzw. a. K.  | n. a. bzw. a. K.  | n. a. bzw. a. K.  | n. a. bzw. a. K. | n. a. bzw. a. K.  | n. a. bzw. a. K.  | n. a. bzw. a. K.  | n. a. bzw. a. K. | Q1                | Q1                | Q1                | –                 | –                 | 0 / 0      | 0:0        | –          |
| Tokio                     | –                | –                 | –                 | –                 | –                | –                 | –                 | –                 | –                | –                 | Q2                | –                 | –                 | –                 | 0 / 0      | 0:0        | –          |
| Zürich                    | Q1               | –                 | –                 | –                 | –                | –                 | –                 | –                 | n. a. bzw. a. K. | n. a. bzw. a. K.  | n. a. bzw. a. K.  | n. a. bzw. a. K.  | n. a. bzw. a. K.  | n. a. bzw. a. K.  | 0 / 0      | 0:0        | –          |
| Olympische Spiele         | –                | nicht ausgetragen | nicht ausgetragen | nicht ausgetragen | –                | nicht ausgetragen | nicht ausgetragen | nicht ausgetragen | –                | nicht ausgetragen | nicht ausgetragen | nicht ausgetragen | 2                 | n. a.             | 0 / 1      | 1:1        | 50 %       |
| Fed Cup                   | –                | –                 | PO                | K1                | PO               | PO                | PO                | K1                | –                | K1                | K1                | K1                | PO                | PO                | 0 / 11     | 19:9       | 68 %       |
| Statistik                 | Statistik        | Statistik         | Statistik         | Statistik         | Statistik        | Statistik         | Statistik         | Statistik         | Statistik        | Statistik         | Statistik         | Statistik         | Statistik         | Statistik         | S/N        | S/N        | Sieg%      |
| Gewonnene Titel           | 0                | 0                 | 2                 | 0                 | 0                | 1                 | 0                 | 0                 | 2                | 2                 | 2                 | 1                 | 0                 | 1                 | Gesamt: 11 | Gesamt: 11 | Gesamt: 11 |
| Gesamt-Siege/-Niederlagen | 17:13            | 22:12             | 25:14             | 6:16              | 33:23            | 30:26             | 12:11             | 40:18             | 26:21            | 40:19             | 41:24             | 30:23             | 15:16             | 12:11             | 349:247    | 349:247    | 59 %       |
| Jahresendposition         | 397              | 242               | 157               | 373               | 202              | 122               | 347               | 187               | 136              | 89                | 55                | 50                | 172               | 220               | N/A        | N/A        | N/A        |

Zeichenerklärung: S = Turniersieg; F, HF, VF, AF = Einzug ins Finale / Halbfinale / Viertelfinale / Achtelfinale; 1, 2, 3 = Ausscheiden in der 1. / 2. / 3. Hauptrunde; KF (kleines Finale) = unterlegen im Spiel um Platz drei; RR = Round Robin (Gruppenphase); n. a. = nicht ausgetragen; a. K. = andere Kategorie; PO (Play-off) = Auf- und Abstiegsrunde im Billie Jean King Cup; K1, K2, K3 = Teilnahme in der Kontinentalgruppe I, II, III im Billie Jean King Cup.
Anmerkung: Diese Statistik berücksichtigt alle Ergebnisse im Einzel bei ITF- und WTA-Turnieren. Als Quelle dient die ITF-Seite der Spielerin. Dargestellt sind nur WTA-Turniere der Kategorie Tier I (bis 2008), die WTA-Turniere der Kategorien Premier Mandatory und Premier 5 (2009–2020).

### Doppel
| Turnier         | 2001 | 2002 | 2003 | 2004 | 2005 | 2006 | 2007 | 2008 | 2009 | 2010 | 2011 | 2012 | Karriere |
| --------------- | ---- | ---- | ---- | ---- | ---- | ---- | ---- | ---- | ---- | ---- | ---- | ---- | -------- |
| Australian Open | —    | —    | —    | —    | —    | —    | —    | —    | —    | 2    | —    | —    | 2        |
| French Open     | —    | —    | —    | —    | —    | —    | —    | —    | —    | —    | —    | —    | —        |
| Wimbledon       | 1    | 1    | 1    | 1    | 2    | —    | 1    | 1    | 1    | 2    | —    | 1    | 2        |
| US Open         | —    | —    | —    | —    | —    | —    | —    | —    | —    | —    | —    | —    | —        |

### Mixed
| Turnier         | 2002 | 2003 | 2004 | 2005 | 2006 | 2007 | 2008 | 2009 | 2010 | 2011 | Karriere |
| --------------- | ---- | ---- | ---- | ---- | ---- | ---- | ---- | ---- | ---- | ---- | -------- |
| Australian Open | —    | —    | —    | —    | —    | —    | —    | —    | —    | —    | —        |
| French Open     | —    | —    | —    | —    | —    | —    | —    | —    | —    | —    | —        |
| Wimbledon       | AF   | 1    | —    | 1    | —    | —    | 1    | 2    | 2    | 2    | AF       |
| US Open         | —    | —    | —    | —    | —    | —    | —    | —    | —    | —    | —        |